# Södra Ånnabosjön
Södra Ånnabosjön is een meer in de Zweedse provincie Örebro län. Het ligt ten noorden van Garphyttan in de gemeente Örebro. Södra Ånnabosjön ligt op 233,5 meter boven zeeniveau op de oostelijke rand van het lage gebergte Kilsbergen. Het meer is 0,194 km² groot en is nergens dieper dan 4,8 meter. Het watert via een beek af naar Falkasjön en maakt deel uit van het stroomgebied van de Norrström. Het natuurreservaat van Ånnaboda beschermt het meer en haar oevers. Lokaal is het een populair recreatieoord waar gewandeld, gevist, gezwommen en geskied wordt.